# Mabe (Cornouailles)
Pour les articles homonymes, voir Mabe.
Mabe est une paroisse civile et un village des Cornouailles, en Angleterre.